# Паяци (фільм)
«Паяци» («Pagliacci») — італійський кінофільм 1948 року, знятий режисером Маріо Коста, з Джиною Лоллобриджидою у головних ролях.

## Сюжет
Екранізація опери Руджеро Леонкавалло «Паяци». В італійське село приїжджає пересувний театр, і Каніо зазиває місцевих жителів на вечірню виставу. Селяни охоче погоджуються і запрошують трупу завітати до таверни. Каніо і Беппо йдуть із ними, а Тоніо, відмовившись від запрошення, залишається, щоб таємно спостерігати за своєю дружиною Неддою. Недда не любить свого чоловіка Каніо, він набрид їй своїми ревнощами. Не любить вона і дурного Тоніо, який зізнався їй у пристрасному коханні. Серце її віддане молодому селянину Сільвіо. Ображений відмовою, Тоніо мстить Недді.

## У ролях
- Джина Лоллобриджида: Недда
- Афро Полі: Каніо
- Тіто Гоббі: Тоніо, Сільвіо
- Філіппо Моруччі: Беппе

## Знімальна група
- Режисер: Маріо Коста
- Сценарій: Карло Кастеллі, Маріо Коста, Антон Джуліо Маджано
- Продюсер: Альберто Джакалоне
- Оператор: Маріо Бава
- Композитор: Руджеро Леонкавалло
- Художники: Оттавіо Скотті, Альфредо Манці
- Монтаж: Отелло Коланджелі
- Костюми: Вітторіо Ніно Новарезе